# Pferdesolarium

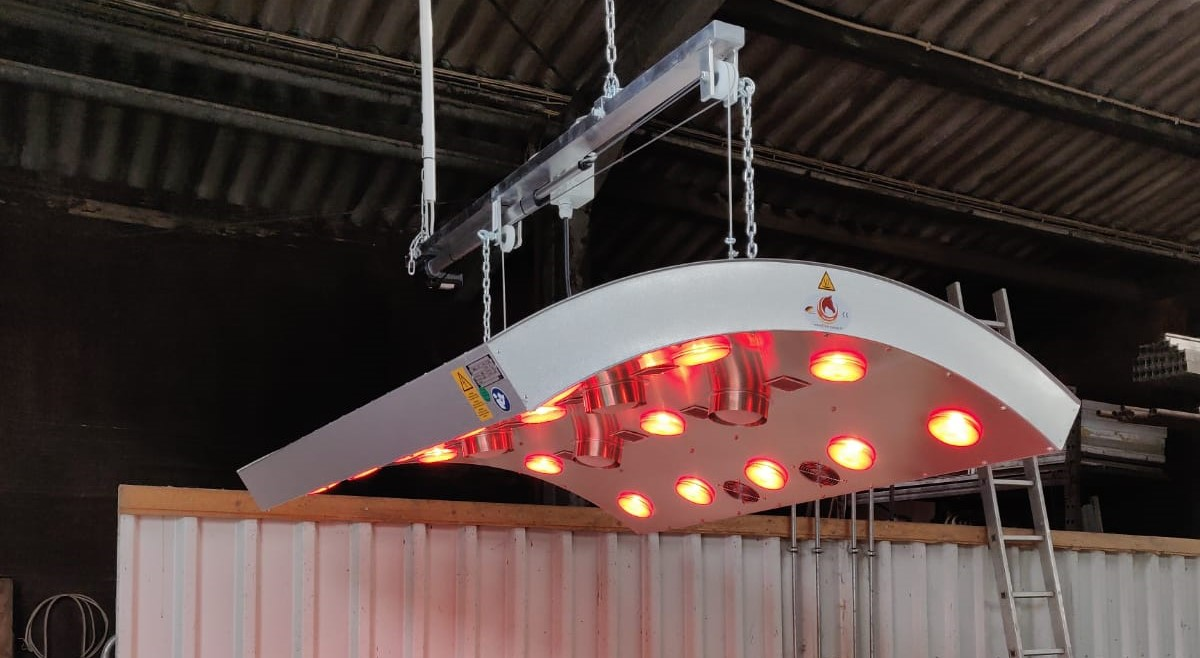
Pferdesolarium mit Restwärmelüfter zur Felltrocknung und einer Liftfunktion

Ein Pferdesolarium ist ein technisches Gerät zur Bestrahlung eines Pferdes mit infrarotem und ultraviolettem Licht. Einige Geräte verfügen über Umluft-Systeme, Föne oder Leuchtmittel zur Lichttherapie.

## Aufbau eines Pferdesolariums

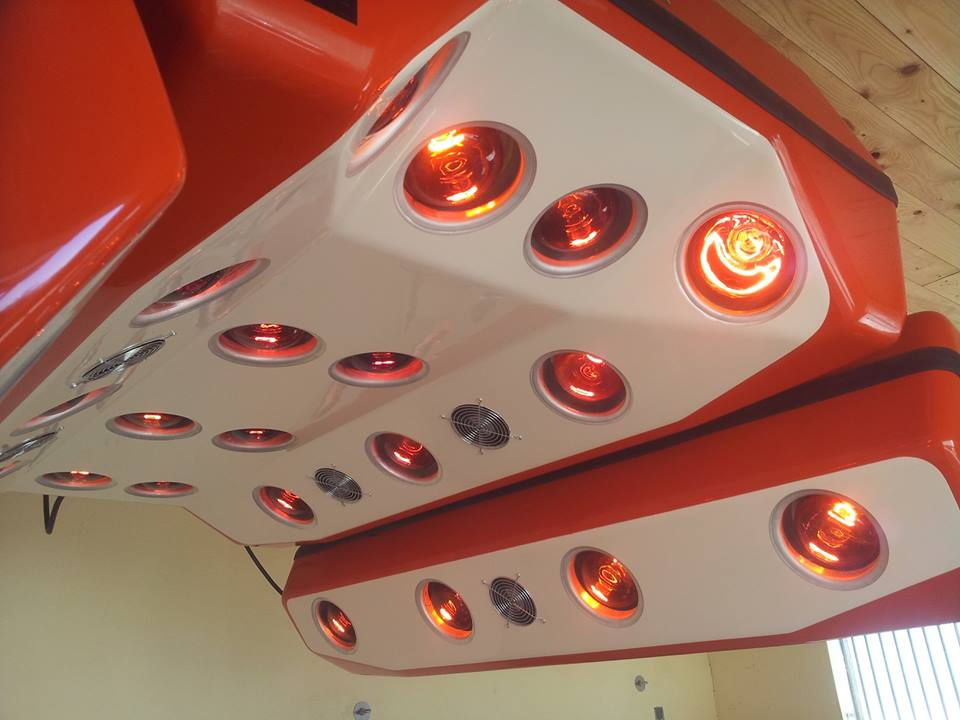
Polyestersolarium mit eingebauten Lüftern und seitlichen Erweiterungen.

Die empfohlene Größe der Solarien beträgt 2,50 m in der Breite und 3 m in der Länge für Großpferde. Pferdesolarien sind mit Hebevorrichtungen ausgerüstet, um die Pferde sicher darunter platzieren zu können und, je nach Größe des Pferdes, den richtigen Abstand zum Pferderücken zu haben. Das Gerät wird, zur Regulierung der Besonnungsintensität und -dauer sowie des Abstandes zum Pferderücken, mittels eines Steuerungskastens bedient.
Pferdesolarien sind in verschiedenen Gehäuseausführungen zu finden. Gebräuchlich sind Metall- oder Kunststoffgehäuse, es sind auch Modulbauweisen zu finden sowie Spezialanfertigungen für Kleinpferde und Ponys. 
Die Anzahl und Art der Leuchtmittel und die Ausstattung mit Haartrocknern variiert von Hersteller zu Hersteller und je nach Einsatzgebiet.

## Anwendungsgebiete und Wirkungsweise von Pferdsolarien

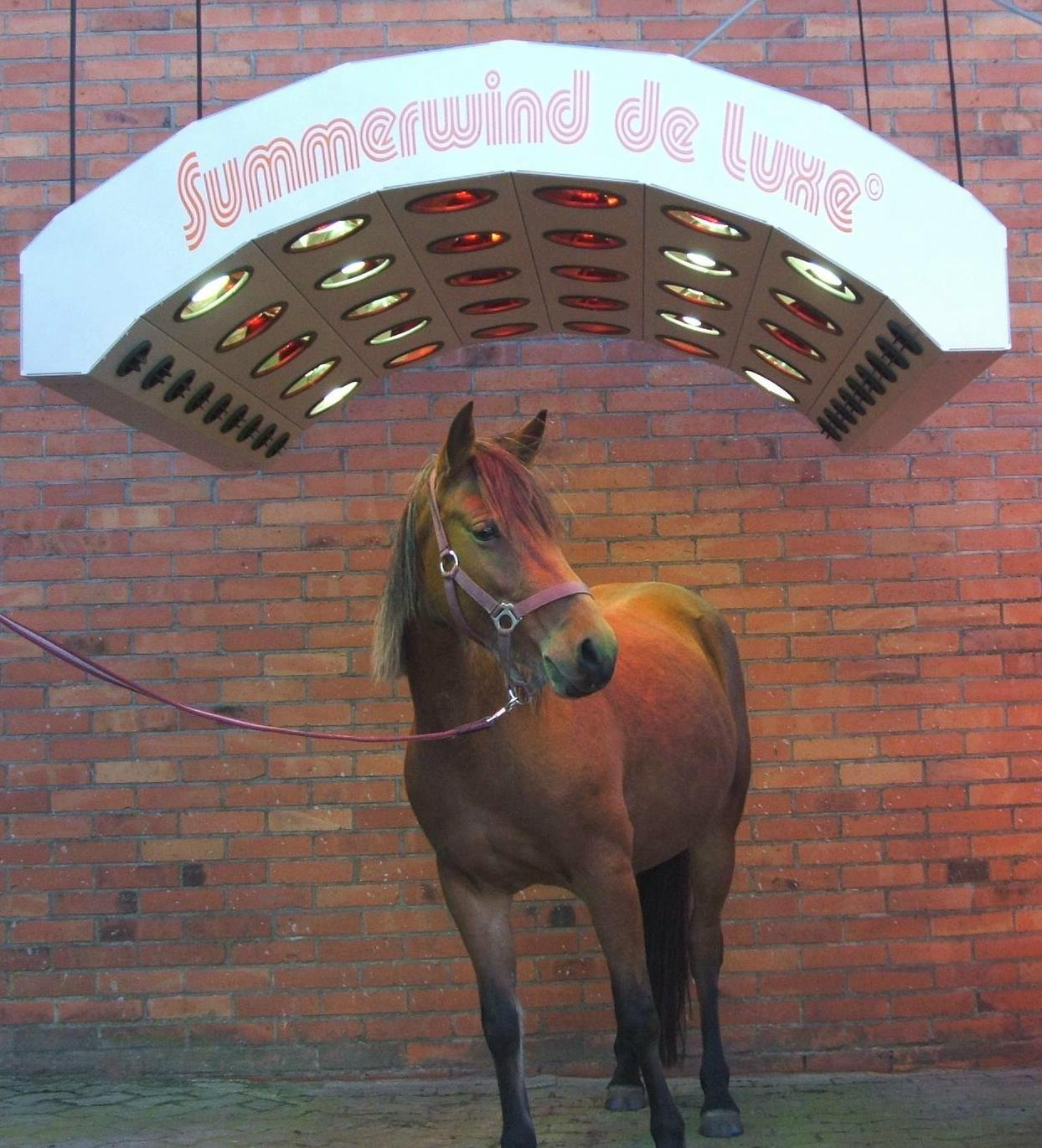
Pferdesolarium

In der Pferdepflege ist der Einsatz von Solarien bei Sportpferden und bei Freizeitpferden verbreitet. Je nach Haltungsform erhalten die Pferde nicht immer ausreichend natürliches Sonnenlicht. Bei Zuchtstuten kann die Fruchtbarkeit gefördert werden. 
Die Besonnung von Pferden, die im Training, im Renn- und Turniersport sind, dient der Vorbereitung für die Arbeit und erwärmt die Muskulatur.
Nach der Arbeit kann das Pferd bestrahlt werden, da die Besonnung beruhigt, das Fell trocknet und entspannt.